# اندیس قشلاق ۱
قشلاق ۱ یک اندیس فلزی است که در حوالی شهر خوی استان آذربایجان غربی قرار دارد و مادهٔ معدنی موجود در آن، مس است.سنگ میزبان این اندیس سنگهای الترا بازیک است و دیرینگی آن به دوران کرتاسه بالایی می‌رسد. در این اندیس، پاراژنز‌های مالاکیت ، آزوریت ، کلریت ، کوارتز یافت می‌شوند.